# EU-Heimtierausweis

Deutscher EU-Heimtierausweis in Pass-Format mit ISO-Code DE und alphanumerischem Code

Der EU-Heimtierausweis ist ein Dokument, das hinsichtlich Inhalt und Form bestimmten europarechtlichen Vorgaben entspricht und anhand dessen in der Europäischen Union ein Heimtier eindeutig identifiziert und sein Gesundheitsstatus kontrolliert werden kann.

## Rechtsgrundlagen
Seit dem 29. Dezember 2014 legt die Verordnung (EU) Nr. 576/2013 die Bedingungen für eine Mitnahme von Heimtieren, etwa bei Reisen in einen Mitgliedstaat, EU-weit einheitlich fest. Dazu gehört das Mitführen eines entsprechenden Ausweises. Die Anforderungen an Format, Layout und Sprache des Ausweises für Hunde, Katzen und Frettchen ergeben sich aus der Durchführungsverordnung (EU) Nr. 577/2013. Vor dem 29. Dezember 2014 ausgestellte Ausweise bleiben nach Art. 44 der Verordnung 576/2013 gültig.
Für den innergemeinschaftlichen Handel mit Tieren gilt dagegen in Deutschland die Binnenmarkt-Tierseuchenschutzverordnung.

## Bedeutung
Bestimmte Heimtiere dürfen aus tierseuchenrechtlichen Gründen nur aus einem Mitgliedstaat der Europäischen Union in einen anderen oder aus einem Drittstaat in einen Mitgliedstaat verbracht werden, wenn für sie ein von einem Tierarzt ausgefüllter und ausgestellter Ausweis mitgeführt wird. Eine Ausweiskontrolle darf von den Mitgliedstaaten auf ihrem jeweiligen Hoheitsgebiet durchgeführt werden. Kann ein Ausweis nicht vorgelegt werden, darf das Heimtier, wenn eine Rücksendung in das Herkunftsland unmöglich oder seine Isolierung im Aufenthaltsland nicht praktikabel ist, als letzte Möglichkeit eingeschläfert werden.
Heimtiere, deren Verbringung durch die Verordnung 567/2013 und Verordnung 577/2013 reglementiert wird, sind gem. Art. 3 lit. b der Verordnung 576/2013 Hunde, Katzen und Frettchen (Anhang I Teil A der Verordnung 576/2013), außerdem bestimmte wirbellose Tiere, zu Zierzwecken gehaltene Wassertiere, Amphibien, Reptilien, Vögel sowie Nagetiere und Kaninchen, die nicht zur Nahrungsmittelproduktion bestimmt sind (Anhang I Teil B der Verordnung 576/2013). Die Anforderungen an die Ausweispflicht unterscheiden sich nach der Art der Tiere und danach, ob sie aus einem Mitgliedstaat in einen anderen oder aus einen Drittstaat in die Mitgliedstaaten transportiert werden. Die Unterscheidung ist insbesondere durch die unterschiedliche Tollwutempfänglichkeit der Tiere und ihre Rolle in der Tollwutepidemiologie begründet.

## Entstehung und rechtliche Entwicklung

### Verordnung 998/2003 und Entscheidung der Kommission 2003/803/EG
Erstmals wurde mit der Verordnung (EG) Nr. 998/2003 vom 26. Mai 2003 über die Veterinärbedingungen für die Verbringung von Heimtieren zu anderen als Handelszwecken und zur Änderung der Richtlinie 92/65/EWG die Einführung eines Ausweises für Heimtiere geregelt, vgl. Art. 5, 17 Verordnung 998/2003. Ziel war ausweislich der Erwägungsgründe der Verordnung die Harmonisierung der Bedingungen, nach denen Heimtiere über EU-Grenzen verbracht werden dürfen (Erwägungsgrund 1), wobei eine explizite Regelung nur in Hinblick auf die Tollwut erfolgte. Auf Grund der wesentlich verbesserten Tollwut-Seuchenlage in allen Unionsländern waren auch das Vereinigte Königreich und Schweden bereit, sich auf den in der Verordnung festgeschriebenen Kompromiss zu einigen und ihre national geltenden Quarantäne-Vorschrift, jedenfalls nach einer Übergangszeit, zugunsten der festgeschriebenen Impfnachweislösung aufzugeben (vgl. Erwägungsgründe 3 und 4 der Verordnung).
Die Richtlinie sah im Hinblick auf den Tollwutschutz vor, dass für den Grenzübertritt von bis zu 5 Hunden, Katzen bzw. Frettchen, die als Heimtiere gehalten wurden, ein wirksamer Tollwutimpfschutz bestehen und in einem Ausweis dokumentiert sein müsse, der von einem von der zuständigen Behörde dazu ermächtigten Tierarzt ausgestellt wurde. Gem. Art. 4 der Verordnung war zur Identifikation für eine Übergangszeit von acht Jahren eine „deutlich erkennbare“ Tätowierung oder ein „elektronisches Kennzeichen (Transponder)“ nach ISO-Norm 11784 oder 11785 erforderlich. Für die Verbringung von Heimtieren nach Irland, Malta, Schweden und das Vereinigte Königreich sah die Verordnung einer Übergangsfrist bis zum 30. Juni 2010 vor, innerhalb derer diese Länder auch eine Blutuntersuchung mit Titer-Bestimmung verlangen konnten (vgl. Art. 6 der Verordnung).
Ein verbindliches Muster für den geforderten Ausweis sah die Verordnung nicht vor, insbesondere tauchte auch die Bezeichnung als „Heimtierausweis“ oder „EU-Heimtierausweis“ in der Verordnung nicht auf. Jedoch enthielt die Verordnung in Art. 17 die Aufforderung an die Kommission, ein entsprechendes Muster für die Mitgliedsstaaten festzulegen, was diese mit der Entscheidung der Kommission vom 26. November 2003 zur Festlegung eines Musterausweises für die Verbringung von Hunden, Katzen und Frettchen zwischen Mitgliedstaaten, 2003/803/EG, auch tat und damit den EU-einheitlichen „Heimtierausweis“ schuf.
Die Verordnung 998/2003 wurde zum 3. Juli 2004 wirksam und wurde durch die Nachfolgeverordnung 576/2013 mit Ablauf des 28. Dezember 2014 aufgehoben (vgl. Art. 43 Abs. 1, 45 Verordnung 576/2013).

### Verordnung 576/2013 und Durchführungsverordnung 577/2013
Mit der Verordnung (EU) Nr. 576/2013 vom 12. Juni 2013 über die Verbringung von Heimtieren zu anderen als Handelszwecken und zur Aufhebung der Verordnung (EG) Nr. 998/2003 erfolgte eine Überarbeitung des vorherigen Rechts mit Wirksamkeit zum 29. Dezember 2014. Für den Heimtiertierhalter im EU-Verkehr waren die Veränderungen in der Sache jedoch nicht gravierend. Im Erwägungsgrund 22 wurde nunmehr jedoch festgehalten, dass „die Bedingungen für die Ausstellung von Ausweisen sowie die Vorschriften für deren Inhalt, Gültigkeit, Sicherheitsmerkmale, Format und Gestaltung festgelegt werden [sollten].“ Nach der Begriffsbestimmung in Art. 3 lit. f.) der Verordnung 576/2013 sind diese „Ausweise“ definiert als

„ein Dokument, das im Einklang mit dem Muster erstellt wird, das in gemäß dieser Verordnung zu erlassenden Durchführungsrechtsakten festgelegt wird, und anhand dessen das Heimtier eindeutig identifiziert und sein Gesundheitsstatus für die Zwecke dieser Verordnung kontrolliert werden kann;“

Dieser Durchführungsrechtsakt ist die Durchführungsverordnung (EU) Nr. 577/2013 der Kommission vom 28. Juni 2013 zu den Muster-Identifizierungsdokumenten für die Verbringung von Hunden, Katzen und Frettchen zu anderen als Handelszwecken, zur Erstellung der Listen der Gebiete und Drittländer sowie zur Festlegung der Anforderungen an Format, Layout und Sprache der Erklärungen zur Bestätigung der Einhaltung bestimmter Bedingungen gemäß der Verordnung (EU) Nr. 576/2013 des Europäischen Parlaments und des Rates.
Die Verordnung 577/2013 verweist in Art. 3 auf Anhang III Teil 1, in dem das Muster für die Verbringung von Hunden, Katzen oder Frettchen aus einem Mitgliedstaat in einen anderen („Heimtierausweis“) festgelegt wird.
Art. 4 Verordnung577/2013 verweist für die Verbringung von Hunden, Katzen oder Frettchen aus einem Drittland in die Mitgliedstaaten auf das Muster für eine „Tiergesundheitsbescheinigung“ in Anhang IV Teil 1.

### Verordnung 2016/429
Ab dem 21. April 2026 werden für die Verbringung von Heimtieren zu nichtkommerziellen Zwecken anstelle der Verordnung 576/2013 die Vorschriften der Verordnung  (EU) 2016/429 zu Tierseuchen und zur Änderung und Aufhebung einiger Rechtsakte im Bereich der Tiergesundheit („Tiergesundheitsrecht“) gelten.

## Ausweis für Hunde, Katzen und Frettchen

### Verbringung aus einem Mitgliedstaat in einen anderen

#### Form und Inhalt des EU-Heimtierausweises

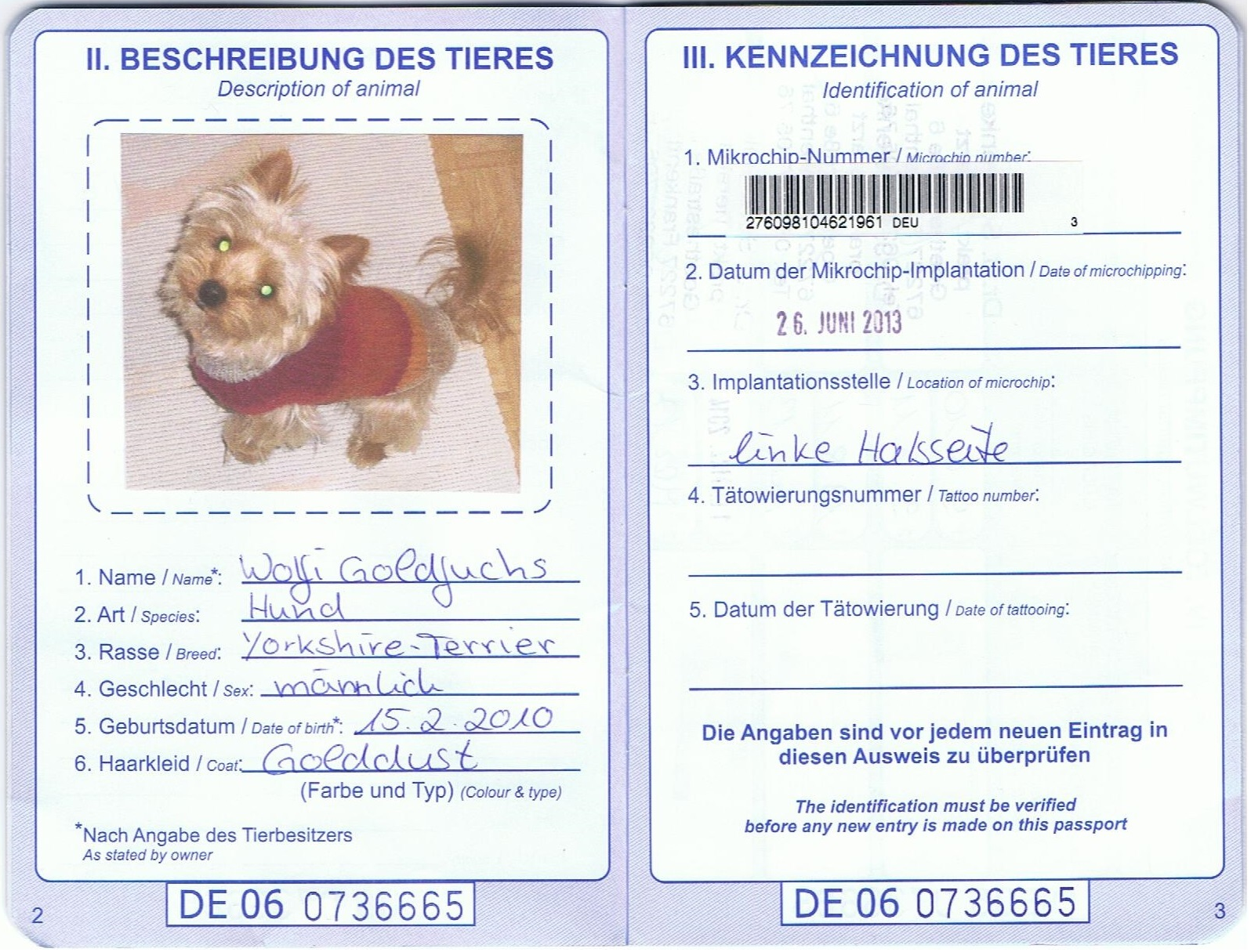
Angaben zu Identität und Kennzeichnung eines Hundes gem. Art. 21 Abs. 1 lit. a, b Verordnung 576/2013.

Form und Inhalt des EU-Heimtierausweises für Hunde, Katzen, Frettchen sind in Art. 21 der Verordnung 576/2013 geregelt. Er muss folgende Angaben enthalten:
- Ort des Transponders oder der Tätowierung und entweder Zeitpunkt der Anbringung oder Zeitpunkt des Ablesens des Transponders oder der Tätowierung sowie alphanumerischer Code, den der Transponder oder die Tätowierung anzeigt;
- Name, Art, Rasse, Geschlecht, Farbe, Geburtsdatum (Signalement) nach Angaben des Tierhalters und etwaige Auffälligkeiten oder besondere Merkmale des Heimtieres;
- Name und Kontaktinformationen des Tierhalters;
- Name, Kontaktinformationen und Unterschrift des ermächtigten Tierarztes, der den Ausweis ausstellt;
- Unterschrift des Tierhalters;
- gegebenenfalls Angaben über die Tollwutimpfung;
- gegebenenfalls Zeitpunkt der Blutentnahme für den Test zur Titrierung von Tollwutantikörpern;
- Einhaltung der Gesundheitsmaßnahmen zur Vorbeugung gegen andere Krankheiten oder Infektionen als Tollwut, beispielsweise Behandlungen gegen den Fuchsbandwurm;
- sonstige zweckdienliche Angaben zum Gesundheitszustand des Heimtieres.

Außerdem muss der Pass eine Nummer tragen, die aus dem ISO-Code des ausstellenden Mitgliedstaats, gefolgt von einem einzigartigen alphanumerischen Code, besteht.

#### Ausstellung

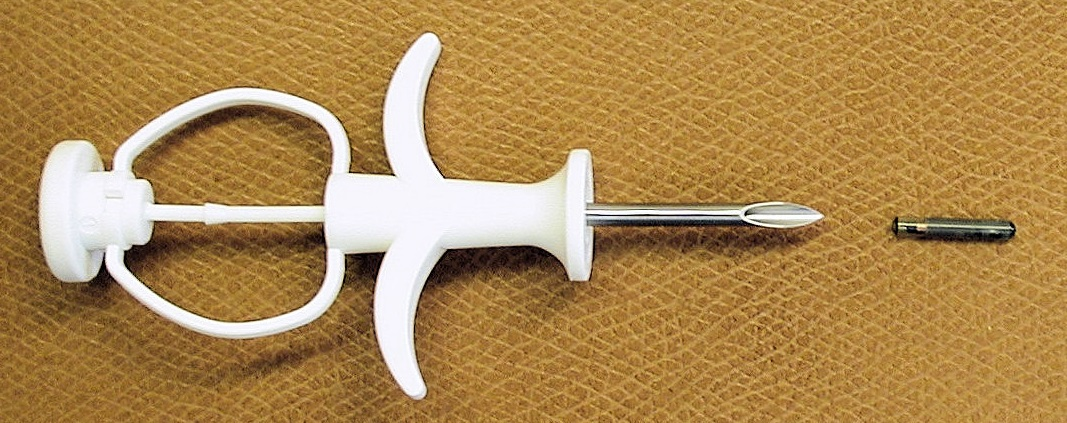
Transponder mit Einmal-Injektionswerkzeug zur Tieridentifikation

Den EU-Heimtierausweis können alle behördlich ermächtigten Tierärzte im Bereich der EU ausstellen und fortführen, unabhängig vom Wohnort des Tierbesitzers und gewöhnlichen Aufenthaltsort des Tieres. Der Tierarzt muss bei der Ausstellung eines EU-Heimtierausweises gem. Art. 22 Verordnung 576/2013 das folgende Verfahren einhalten:
- Er muss überprüfen, dass das Heimtier durch die Implantierung eines Transponders gekennzeichnet ist.
- Er hat die einschlägigen Eingabefelder des Ausweises ordnungsgemäß auszufüllen.
- Der Tierhalter muss den Ausweis unterschreiben.

### Verbringung aus einem Drittstaat in die EU
Die Anforderungen an die bei Grenzübertritt vorzulegenden Dokumente unterscheiden sich grundsätzlich nach der Tollwutsituation sowohl im Herkunfts-Drittland als auch im Bestimmungs-Mitgliedstaat. Gem. Art. 13 der Verordnung 576/2013 hat die Europäische Kommission eine Liste von Drittländern erstellt, die einen den Mitgliedstaaten vergleichbaren Tollwutschutz anwenden (Art. 13 Abs. 1 Verordnung 576/2013) oder in Bezug auf Heimtiere wenigstens bestimmte Mindestanforderungen erfüllen (Art. 13 Abs. 2 Verordnung 576/2013). Für nicht gelistete Drittstaaten gelten besondere Anforderungen zum Schutz vor der Einschleppung und Verbreitung der Tollwut. Hier ist eine Bestimmung des Tollwutantikörper-Titers zwingend erforderlich und dieser muss größer 0,5 U sein.

#### Gelistete und nicht gelistete Drittländer
Aus Art. 2 Abs. 1 Verordnung 577/2013 in Verbindung mit Anhang II Teil 1 ergeben sich jene Drittländer, die einen den Mitgliedstaaten vergleichbaren Tollwutschutz gewährleisten. Dies sind Andorra, Schweiz, Färöer, Gibraltar, Grönland, Island, Liechtenstein, Monaco, Norwegen, San Marino und Vatikanstadt. Anhang II Teil 2 enthält jene Länder, die in Bezug auf Heimtiere wenigstens bestimmte Mindestanforderungen erfüllen. Dazu zählen beispielsweise Bosnien und Herzegowina, Russland sowie die Vereinigten Staaten von Amerika.
Hunde, Katzen und Frettchen aus den in Anhang II Teil 1 gelisteten Drittländern müssen von einem Heimtierausweis begleitet werden, der den Bedingungen des Anhang III, Teile 3 und 4 der Durchführungsverordnung (EU) Nr. 577/2013 entspricht. Für Tiere aus in Anhang II Teil 2 gelisteten Drittländern muss in einer Tiergesundheitsbescheinigung der gültige Impfschutz gegen die Tollwut nachgewiesen werden.
Reisende aus anderen als nach Anhang II Teil 1 gelisteten Drittstaaten dürfen nur an bestimmten Einreiseorten die Grenze passieren. Dort werden die erforderlichen Dokumente (Einreisebedingungen) kontrolliert. Hierfür hat die Begleitperson das Tier beim Zoll anzumelden (Art. 34 Verordnung 576/2013).

##### Ukraine
Die Ukraine ist ein nicht gelistetes Drittland. Gem. Art. 32 der Verordnung 576/2013 ermöglichen alle Mitgliedstaaten seit dem russischen Überfall auf die Ukraine am 24. Februar 2022 zugunsten ukrainischer Flüchtlinge mit Heimtieren bestimmte Ausnahmen von den Bestimmungen des Reiseverkehrs. Insbesondere wird auf eine individuelle schriftliche Vorabbewilligung des Bestimmungsmitgliedstaats verzichtet. Die Tiere brauchten in Deutschland erst nach der Ankunft dem zuständigen Veterinäramt gemeldet zu werden. Diese Sonderregelungen sind seit Juli 2023 wieder kassiert, da in der Ukraine notwendige Untersuchungen wieder gewährleistet sind.

#### Tiergesundheitsbescheinigung
Zu den Bedingungen, unter denen Hunde, Katzen und Frettchen aus einem in Anhang II Teil 2 Verordnung 577/2013 gelisteten Drittstaat in die EU mitgebracht werden dürfen, zählt eine gemäß Art. 26, 25 der Verordnung 576/2013 iVm. Art. 4 der Verordnung 577/2013 ausgestellte Tiergesundheitsbescheinigung (Art. 10 Abs. 1 lit. e Verordnung 576/2013). Sie muss folgende Angaben enthalten (Art. 26 lit. b Verordnung 576/2013):
- Ort des Transponders oder der Tätowierung und entweder Zeitpunkt der Anbringung oder Zeitpunkt des Ablesens des Transponders oder der Tätowierung sowie alphanumerischer Code, den der Transponder oder die Tätowierung anzeigt;
- Art, Rasse, Geburtsdatum nach Angaben des Tierhalters, Geschlecht und Farbe des Tieres;
- eine einzigartige Bescheinigungsnummer;
- Name und Kontaktinformationen des Tierhalters oder der ermächtigten Person;
- Name, Kontaktinformationen und Unterschrift des amtlichen oder ermächtigten Tierarztes, der den Ausweis ausstellt;
- Angaben über die Tollwutimpfung;
- Zeitpunkt der Blutentnahme für den Test zur Titrierung von Tollwutantikörpern;
- Einhaltung der Gesundheitsmaßnahmen zur Vorbeugung gegen andere Krankheiten oder Infektionen als Tollwut.

#### Ausstellung
Die Tiergesundheitsbescheinigung wird entweder von einem amtlichen Tierarzt des Herkunftsdrittlands anhand von Belegen oder von einem ermächtigten Tierarzt ausgestellt und anschließend von der zuständigen Behörde des Herkunftsdrittlands mit einem Sichtvermerk versehen (Art. 26 Verordnung 576/2013).

## Ausweis für andere Heimtiere
Für andere Heimtiere als Hunden, Katzen und Frettchen enthalten die Verordnung 576/2013 und Verordnung 577/2013 keine unmittelbar geltenden Bestimmungen über Form, Inhalt oder Ausstellung von Ausweisen. Art. 28 ff. der Verordnung 576/2013 ermächtigen jedoch die Europäische Kommission, für andere Heimtiere ein Ausweismuster festzulegen, das dem für Hunde, Katzen und Frettchen entspricht. Von dieser Ermächtigung hat die Kommission für die Verbringung von Heimvögeln insoweit Gebrauch gemacht, als in der delegierten Verordnung 2021/1933 die tierseuchenrechtlichen Vorschriften für die Verbringung aus einem
Drittland in einen Mitgliedstaat festgelegt werden. Die Einreise von Heimvögeln aus Ländern außerhalb der EU erfolgt zwar unter kontrollierten Bedingungen, um eine Einschleppung und Ausbreitung der Geflügelpest zu verhindern, ein EU-Heimtierausweis wie für Hunde, Katzen und Frettchen ist jedoch nicht vorgesehen.
Für andere Tiere wie Nagetiere und Kaninchen ist bei der Einreise kein Dokument erforderlich.

## Kosten
Die EU-Verordnungen enthalten keine Vorschriften über die Kostentragung für den Ausweis. Diese unterfällt dem nationalen Gebührenrecht für Tierärzte.

### Deutschland
Für die Ausstellung eines Heimtierausweises werden die Kosten wie auch für andere tierärztliche Maßnahmen in Deutschland nach der Gebührenordnung für Tierärzte (GOT) berechnet.
Alle Preise sind ohne Mehrwertsteuer angegeben, es handelt sich um die vorgeschriebenen Mindestpreise gemäß der GOT vom 22. November 2022, im Lauf der Zeit werden diese der Inflation entsprechend angepasst:
Vor der Impfung oder der Kennzeichnung muss immer eine Allgemeinuntersuchung erfolgen, die Kosten betragen hier 23,62 € (Hund und Katze). 
Es müssen berechnet werden 4,59 € für die Identitätsprüfung (Ablesen des Mikrochips bzw. der Tätowierung) und 11,20 € für das Ausstellen des Heimtierpasses (Dokumentation aufgrund gesetzlicher Vorgaben), dazu kommen die Kosten für das Ausweisformular.
Gegebenenfalls muss ein Transponder implantiert werden, das wird in der Gebührenordnung mit 10,24 €, die folgende Dokumentation im Rahmen der Kennzeichnung im Pass mit 5,50 € bewertet.
Eine für Reisen innerhalb der EU erforderliche Impfung gegen Tollwut wird nach der GOT wie eine Injektion mit 11,50 € zzgl. der Kosten des Impfstoffes berechnet, die Impfbescheinigung (ein Umtragen aus dem alten Impfpass ist in der Regel nicht möglich) kostet 6,16 €.

### Österreich
Seit dem 1. August 2016 gibt es in Österreich keine verbindlichen Honorarsätze mehr. Die existierende Honorarordnung von 2014 ist seitdem als bloße Empfehlung der Österreichischen Tierärztekammer (ÖTK) zu verstehen. Dem Tierarzt obliegt es selbst, das Honorar für erbrachte Leistungen zu kalkulieren und zu verrechnen. Die Kosten hängen auch davon ab, ob noch ein Chip implantiert werden muss, der Voraussetzung für den EU-Heimtierausweis ist.

### Italien
Der EU-Heimtierausweis selbst kostet 15 Euro, das Chippen ungefähr 60 Euro und die vorgeschriebene Tollwutimpfung 30 Euro.

## EU-Heimtierausweise in anderen europäischen Amtssprachen
Der gesamte gedruckte Text des Heimtierausweises ist in der Amtssprache des ausstellenden Mitgliedstaats sowie in Englisch abzufassen.

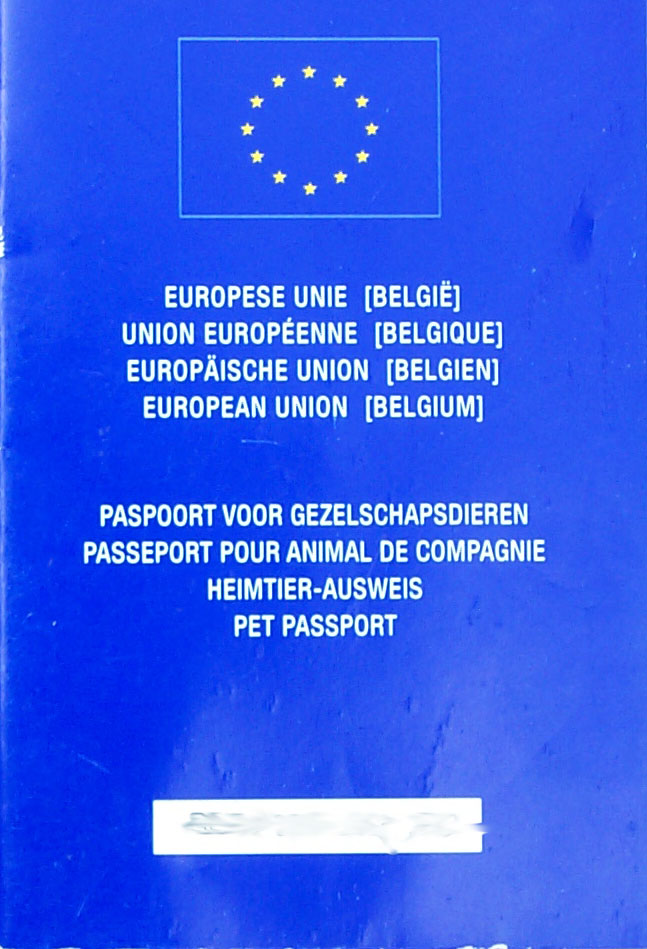
EU-Heimtierausweis Belgien
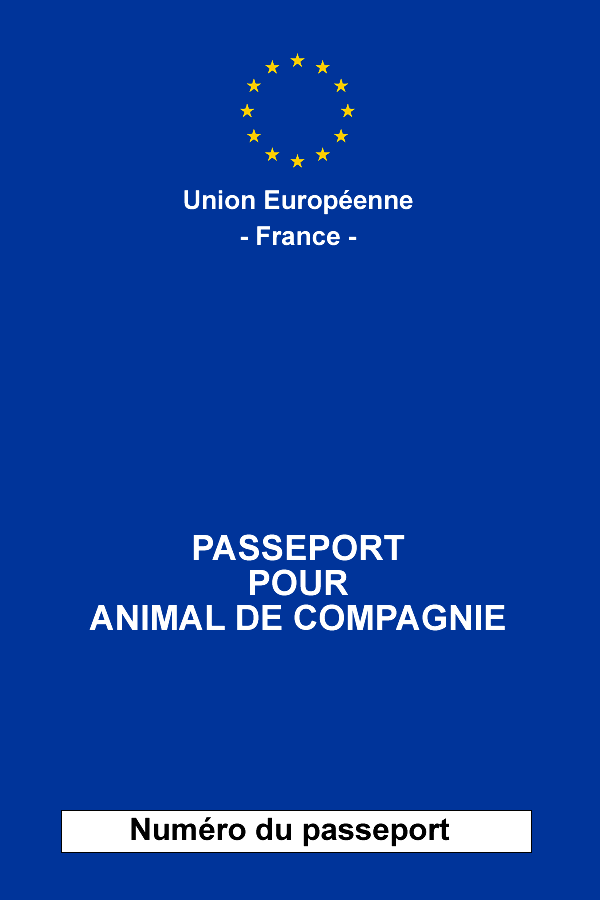
EU-Heimtierausweis Frankreich
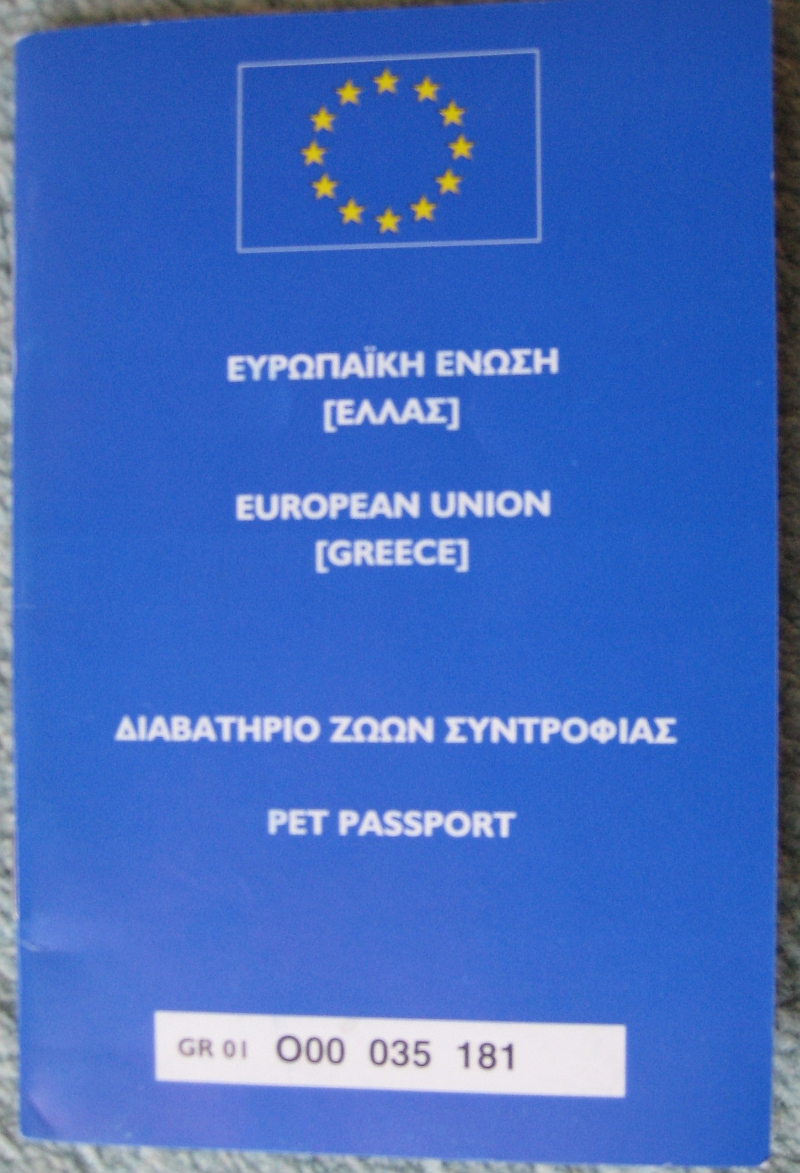
EU-Heimtierausweis Griechenland
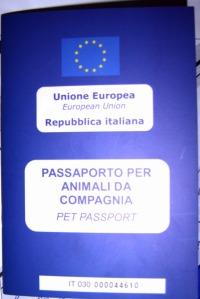
EU-Heimtierausweis Italien
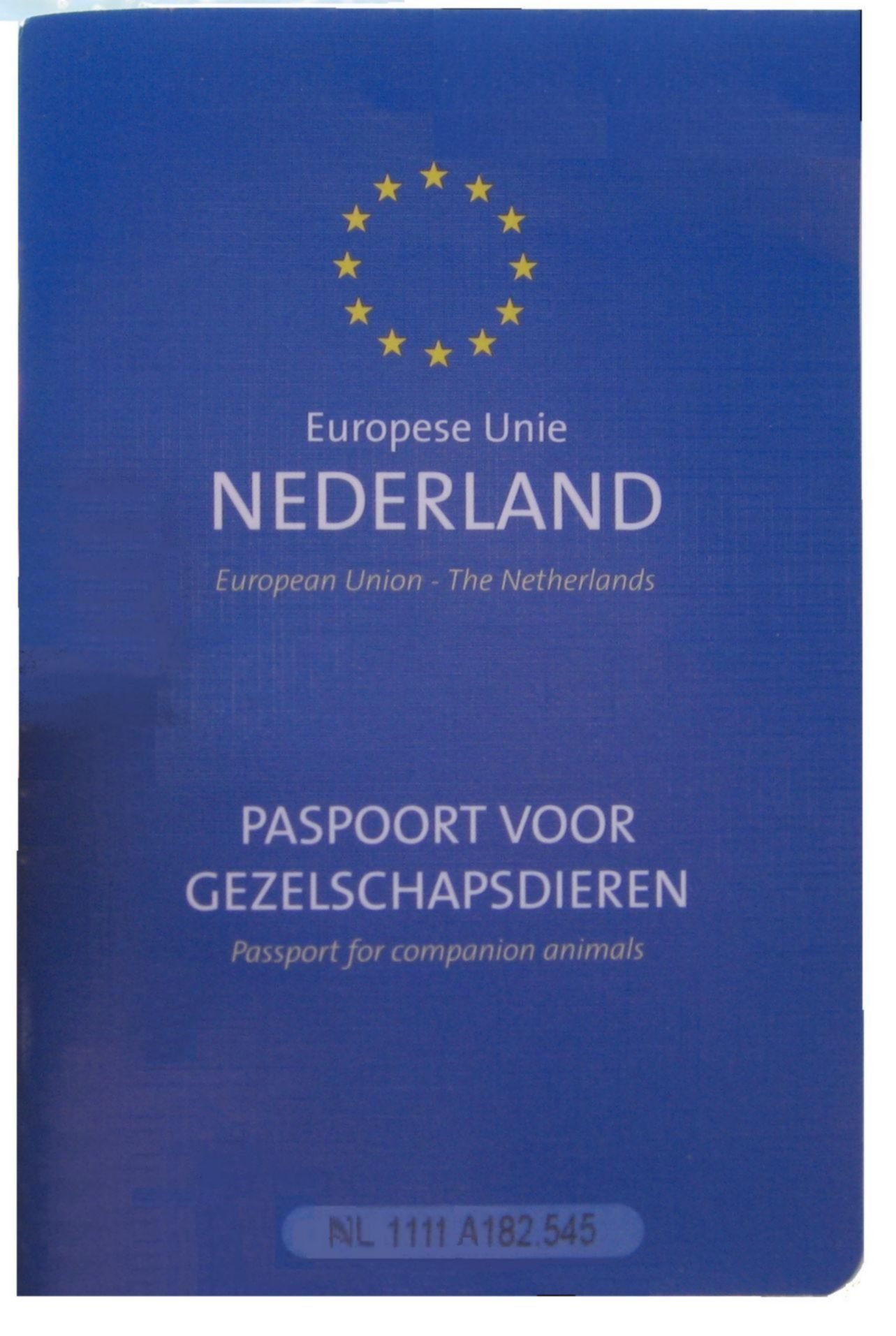
EU-Heimtierausweis Niederlande
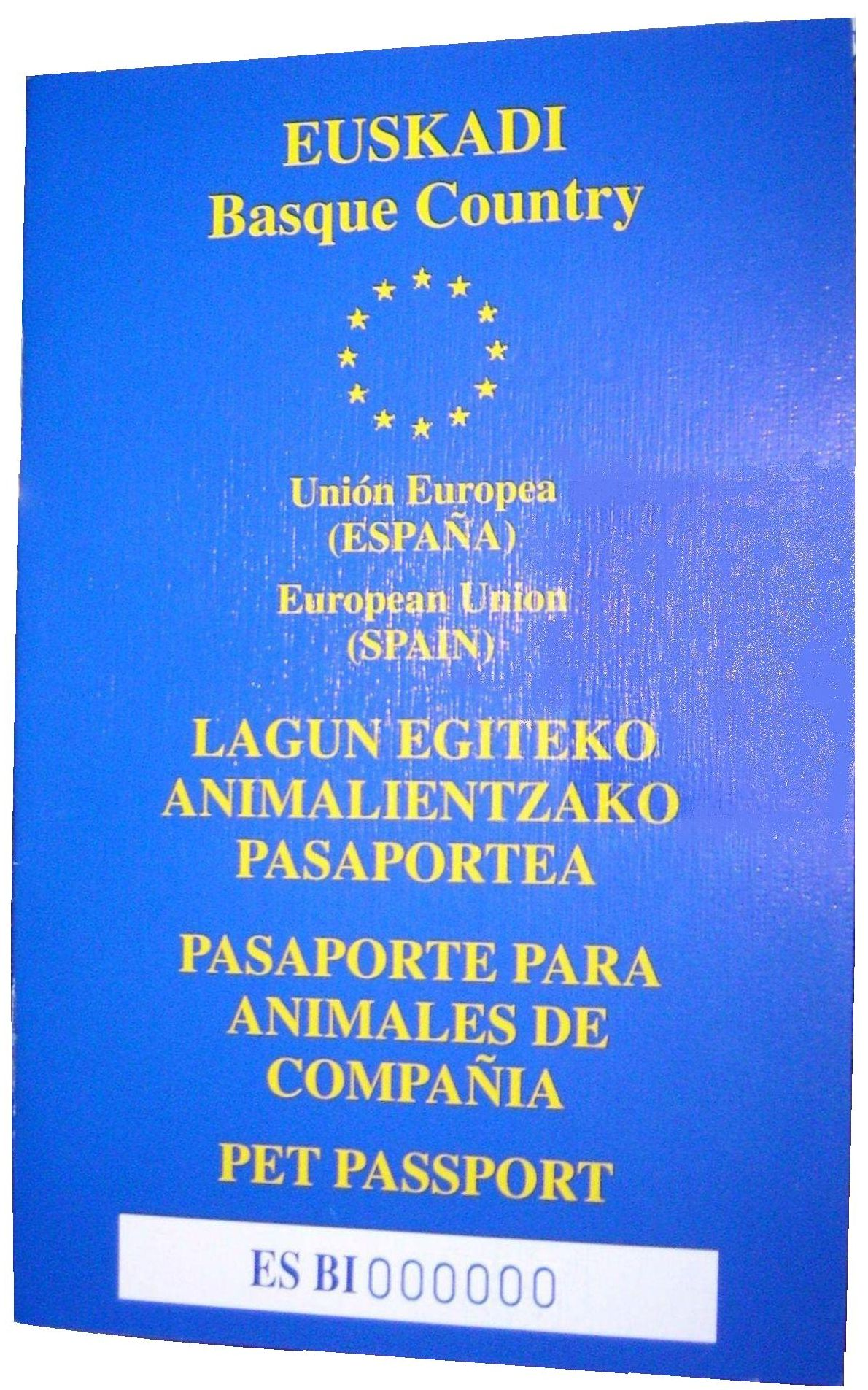
EU-Heimtierausweis Spanien (Baskenland)
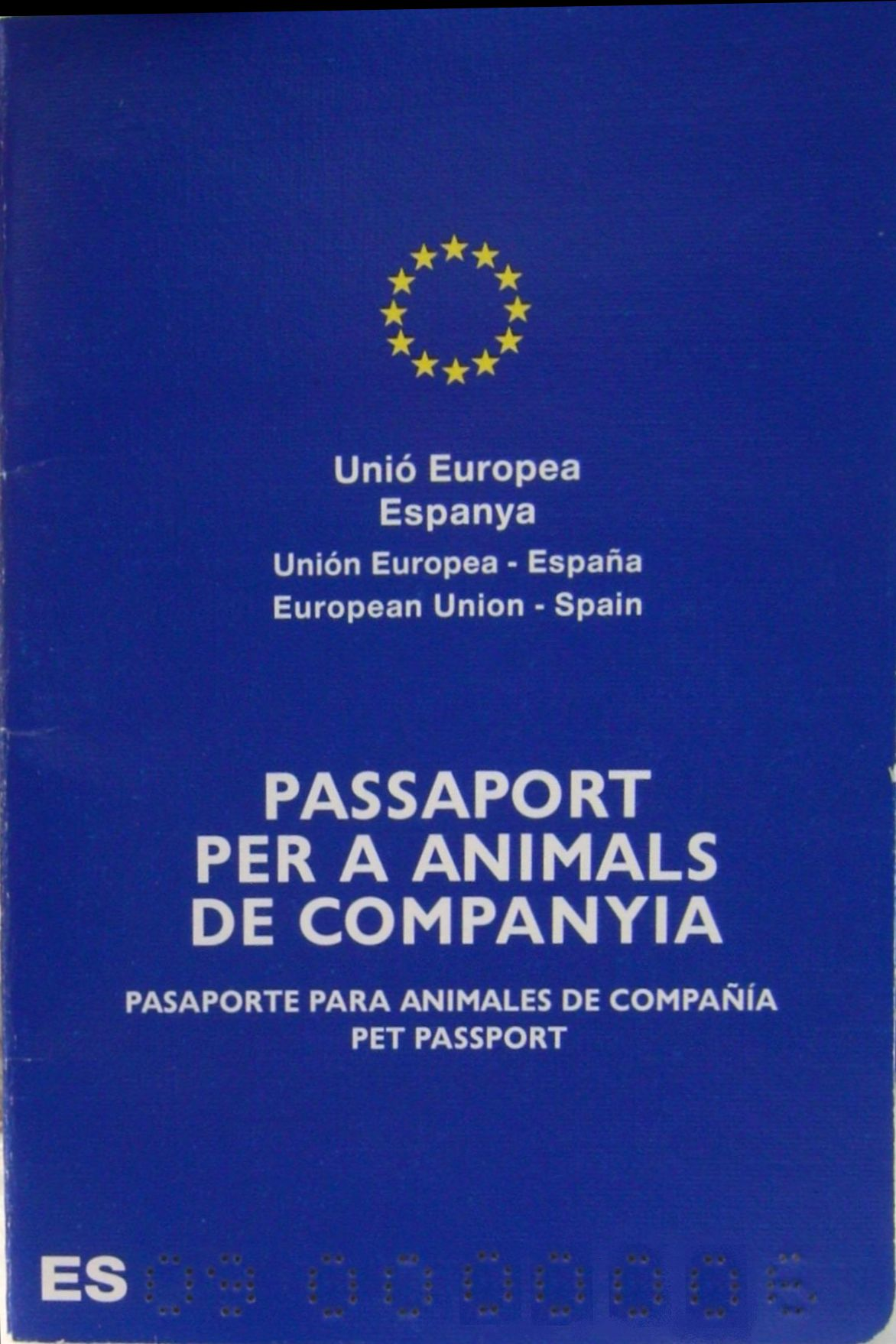
EU-Heimtierausweis Spanien (Katalonien)
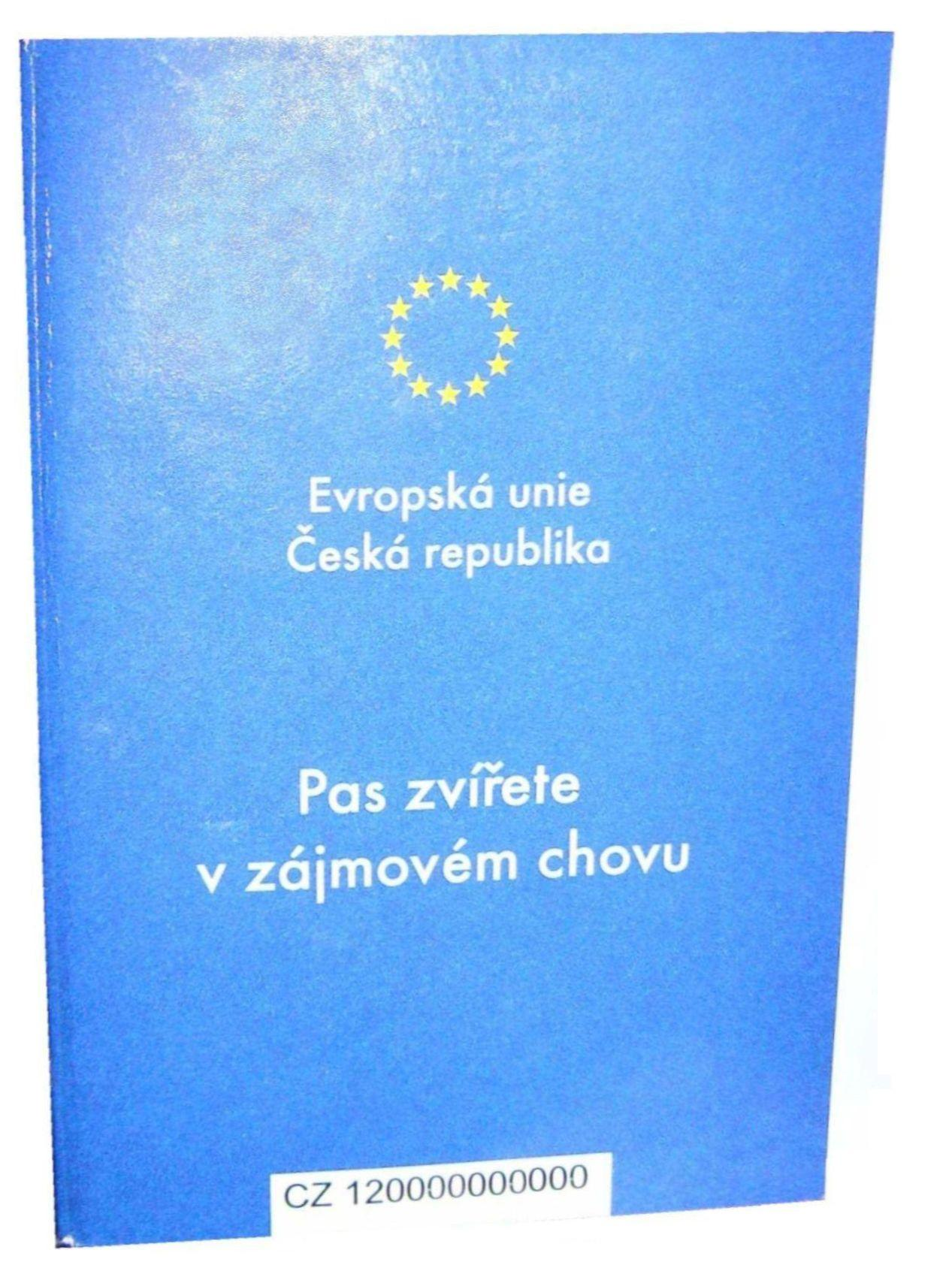
EU-Heimtierausweis Tschechische Republik
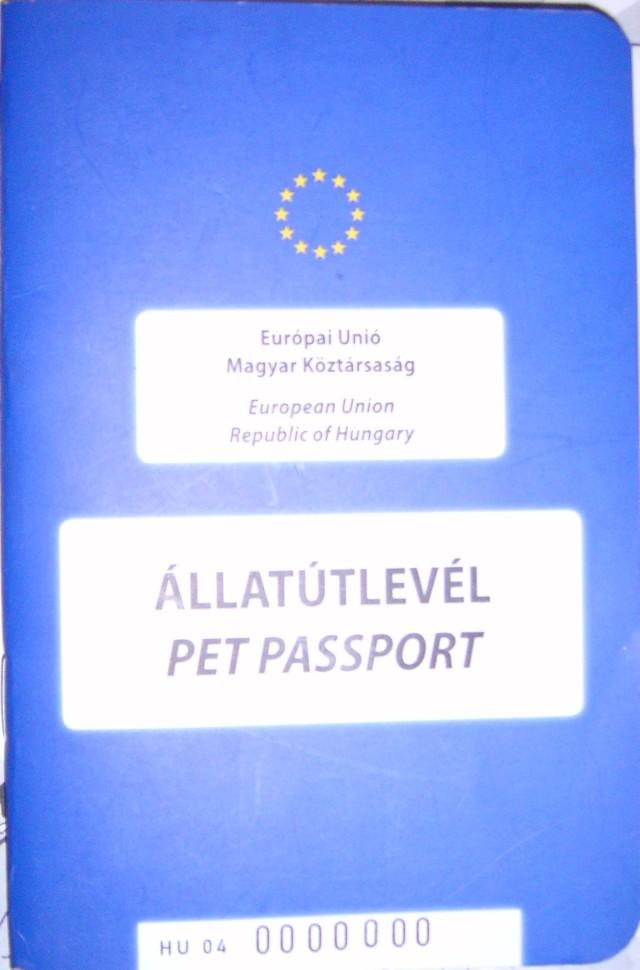
EU-Heimtierausweis Ungarn

## Schweiz
Die Schweiz hat die Ein-, Durch- und Ausfuhr von Heimtieren vom Mitführen eines Heimtierpasses abhängig gemacht, der Angaben zum Tier und seinem Halter enthält und nach den international harmonisierten Vorgaben herzustellen ist. Für den Heimtierpass von Tieren aus EU-Mitgliedstaaten gelten die Anforderungen nach Anhang III der Durchführungsverordnung (EU) Nr. 577/2013.